# Maruggio
Maruggio es una localidad y comune italiana de la provincia de Tarento, región de Apulia, con 5.539 habitantes.

## Historia
No se sabe bien si Maruggio ha nacido en el siglo IX o X.

## Evolución demográfica
| Gráfica de evolución demográfica de Maruggio entre 1861 y 2001 |
|                                                                |
| Fuente ISTAT - elaboración gráfica de Wikipedia                |